# Municipio de San Jerónimo Coatlán
El municipio de San Jerónimo Coatlán (del náhuatl: coatl, tlan ‘serpiente, lugar’‘Lugar de las serpientes’) es uno de los 570 municipios que conforman al estado mexicano de Oaxaca con aproximadamente  500 o 600 habitantes. Pertenece al distrito de Miahuatlán, dentro de la región sierra sur, el clima es cálido. Su cabecera es la localidad de San Jerónimo Coatlán.

## Geografía
El municipio abarca 558.56 km² y se encuentra a una altitud promedio de 1740 m s. n. m., oscilando entre 1800 y 500 m s. n. m.

## Demografía
De acuerdo al último censo, realizado por el INEGI en 2010, en el municipio habitan 5449 personas, repartidas entre 29 localidades.